# Mimosina (protista)
Mimosina es un género de foraminífero bentónico de la familia Trimosinidae, de la superfamilia Buliminoidea, del suborden Buliminina y del orden Buliminida. Su especie tipo es Mimosina histrix. Su rango cronoestratigráfico abarca el Holoceno.

## Discusión
Clasificaciones previas incluían Mimosina en el suborden Rotaliina del orden Rotaliida.

## Clasificación
Mimosina incluye a las siguientes especies:
- Mimosina affinis
- Mimosina echinata
- Mimosina histrix
- Mimosina pacifica
- Mimosina spinosissima
- Mimosina spinulosa
- Mimosina squalodon

Otra especie considerada en Mimosina es:
- Mimosina rimosa, aceptado como Quirimbatina rimosa